# Dragon Ball Z - La vendetta divina
Dragon Ball Z - La vendetta divina (ドラゴンボールＺ?, Doragon Bōru Zetto) è un film del 1989 diretto da Daisuke Nishio. È un mediometraggio anime, quarto film basato sul manga Dragon Ball e primo ad essere tratto dalla serie TV Dragon Ball Z. Fu proiettato per la prima volta in Giappone il 15 luglio 1989 presso il festival Tōei Manga Matsuri, insieme al mediometraggio Akuma-kun e ai cortometraggi Himitsu no Akko-chan (tratto dell'anime Lo specchio magico) e Kidou Keiji Jiban the Movie. Successivamente fu distribuito in home video col titolo Dragon Ball Z: Ora no Gohan o kaese!! (ドラゴンボールＺ ・ オラの悟飯をかえせッ！！? lett. "Dragon Ball Z: Ridammi il mio Gohan!!").
Nonostante un paio di incongruenze, il film agisce come preludio alla serie Dragon Ball Z, ed è l'unico ad aver ottenuto un seguito completo durante la serie stessa, negli episodi 108-117.

## Trama
Piccolo viene attaccato e sconfitto da un gruppo di combattenti in ombra. Tuttavia, non rimane ucciso, poiché Dio è ancora vivo. Chichi, insieme a suo padre, lo Stregone del Toro, e suo figlio, Son Gohan, vengono attaccati dagli stessi guerrieri. Son Goku è a pesca durante l'attacco e, dopo aver rilevato il pericolo, torna e scopre che suo figlio è stato rapito. I responsabili degli attacchi sono gli scagnozzi del terribile demone Garlic Jr., e hanno rapito Gohan perché cercavano la sfera del drago a quattro stelle che era attaccata al suo cappello. Garlic Jr., sentendo una forza segreta in Gohan, decide di allenarlo per farlo diventare suo servitore. Dopo aver recuperato le rimanenti sfere del drago, Garlic Jr. evoca Shenron e desidera subito l'immortalità, cosa che il drago gli concede. Un furioso Goku arriva per cercare di riprendersi il figlio, e poco dopo appare anche Dio (il che sorprende Garlic Jr., che pensava che i suoi scagnozzi avessero ucciso Piccolo). Dio racconta una breve storia su Garlic, padre di Garlic Jr., che aveva cercato senza successo di spodestare il Dio di allora ed era quindi stato sigillato. Goku inizia poi a cercare Gohan, quando viene attaccato dalla banda del demone, mentre Dio deve affrontare Garlic Jr. in persona.

Goku e Piccolo affrontano Garlic Jr. in una scena del film

Dopo un breve combattimento, Crilin e Piccolo arrivano in aiuto di Goku. Piccolo si vendica per essere stato attaccato in precedenza uccidendo Sansho, mentre Goku riesce a eliminare gli altri due scagnozzi Ginger e Nikki. Nel frattempo, Dio viene sempre brutalmente sorpassato da Garlic Jr., fino a quando Goku e Piccolo lo salvano. L'immortale Garlic Jr. allora, si trasforma, mostrando un'incredibile potenza. Tuttavia, quando Goku e Piccolo lavorano insieme, la superiorità numerica prevale e Garlic Jr. viene surclassato. Arrabbiato per la sua prima sconfitta, Garlic Jr. scatena il suo attacco finale, e apre un portale noto come "Zona Morta" per risucchiare i suoi nemici nel vuoto. Mentre le cose si fanno estremamente difficili per l'eroe della Terra, il figlio di Goku, Gohan, si infuria vedendo il padre in pericolo e rilascia la sua energia latente, spingendo Garlic Jr. nel vortice da lui stesso creato e intrappolandolo nella Zona Morta. Sorprendentemente, alla fine di tutto, Gohan non ricorda nulla di quanto accaduto, credendo invece che suo padre abbia sconfitto Garlic Jr., e con stupore Goku si accorge che suo figlio non è un bambino normale, avendo infatti un grande potenziale nascosto. Piccolo, guardando dall'alto Goku e i suoi amici, giura che un giorno lo affronterà.

### Nuovi personaggi
- Garlic Jr. (ガーリック・ジュニア?, Gārikku Junia): l'antagonista principale della pellicola. Il suo nome deriva dalla parola inglese garlic, che significa "aglio".[1]
- Nikki (ニッキー?, Nikkī): uno dei tre scagnozzi di Garlic Jr. È un demone alto e dalla pelle azzurra, con i capelli bianchi  lunghi e ritti in testa. Nel corso della pellicola è spesso impegnato a fare da baby sitter a Son Gohan per ordine di Garlic. Il piccolo saiyan ne combina di tutti i colori, facendo letteralmente diventare matto il suo custode. Come per gli altri due scagnozzi di Garlic Jr. è in grado di potenziarsi, incrementando la sua forza e la sua muscolatura. Dispone inoltre di una tecnica particolare, non menzionata per nome nella serie ma solo nel settimo Daizenshuu, la Katana Kogeki (カタナこうげき?), che gli permette di estrarre dalla sua gamba una grossa spada che utilizza per affrontare Son Goku. Nel corso del combattimento, tuttavia, viene sconfitto e ucciso dal saiyan con una violenta Kamehameha. Compare brevemente anche nel film Dragon Ball Z: Il diabolico guerriero degli inferi, insieme a tutti i malvagi tornati in vita sulla Terra. Come per tutti gli scagnozzi di Garlic Jr., il nome Nikki è un gioco di parole su un tipo di spezia: deriva infatti dal giapponese nikki,[1] cioè cannella in italiano (la stessa parola che Nikki grida prima di trasformarsi nel doppiaggio originale[3], mentre nel ridoppiaggio italiano grida la parola lecca lecca).
- Sansho (サンショ?, Sansho): uno dei tre scagnozzi di Garlic Jr. È il demone più alto e robusto, dalla pelle grigia e i capelli rosa, ma viene comunque sconfitto facilmente da Piccolo. Come per gli altri due scagnozzi di Garlic Jr. è in grado di potenziarsi, incrementando la sua forza e la sua muscolatura. Compare brevemente anche nel film Il diabolico guerriero degli inferi, insieme a tutti i malvagi tornati in vita sulla Terra. Il suo nome è un gioco di parole su un tipo di spezia: deriva infatti dalla sanshō,[1] cioè pepe in italiano (la stessa parola che Sansho grida prima di trasformarsi nel doppiaggio originale[3], mentre nel ridoppiaggio italiano grida la parola anguilla).
- Ginger (ジンジャー?, Jinjā): uno dei tre scagnozzi di Garlic Jr. È un demone dalla bassa statura, dagli occhi rossi e dalla pelle verde. Come per gli altri due scagnozzi di Garlic Jr. è in grado di potenziarsi, incrementando la sua forza e la sua muscolatura. Dispone inoltre di una tecnica particolare, non menzionata per nome nella serie ma solo nel settimo Daizenshuu, la Katana Kogeki (カタナこうげき?), che gli permette di estrarre dalle sue braccia due grosse scimitarre che utilizza per affrontare Son Goku, dal quale viene sconfitto e ucciso in combattimento. Compare brevemente anche nel film Il diabolico guerriero degli inferi, insieme a tutti i malvagi tornati in vita sulla Terra. Come per tutti gli scagnozzi di Garlic Jr., il nome Ginger è un gioco di parole su un tipo di spezia: deriva infatti dal giapponese ginger,[1] cioè zenzero in italiano (la stessa parola che Ginger grida prima di trasformarsi nel doppiaggio originale e in quello italiano[3]).

## Colonna sonora
Vengono utilizzate come sigle d'apertura e di chiusure quelle della versione originale dell'anime, ossia Cha-La Head-Cha-La (チャラ・ヘッチャラ?, Chara Hetchara) e Detekoi Tobikiri Zenkai Power! (でてこいとびきりZENKAIパワー！?, Detekoi Tobikiri Zenkai Pawā!, lett. "Vieni fuori, incredibile potere Zenkai!"), rispettivamente interpretate da Hironobu Kageyama e da MANNA. Si tratta dell'unico film di Dragon Ball Z in cui la sigla di chiusura della serie viene mantenuta: nei successivi film verranno usate sigle di chiusura originali. Inoltre nel film è anche presente la canzone Tenka'ichi Gohan (天下一ゴハン? lett. "Il più grande del mondo Gohan"), la quale appare nella scena in cui Gohan mangia una mela magica che gli causa effetti simili a quelli dell'ubriachezza. La canzone è interpretata da Masako Nozawa, doppiatrice originale di Gohan e Goku.

## Distribuzione

### Edizione italiana
Il primo doppiaggio italiano del film, realizzato per l'uscita in VHS nel 1997 e usato nella trasmissione su Rai 2 nel 2001, fu eseguito dalla Coop. Eddy Cortese di Roma e diretto da Fabrizio Mazzotta, con un cast differente da quello della serie TV. La terminologia venne mantenuta fedele alla versione italiana del manga, eccetto per il nome del drago Shenron, che fu chiamato "Sheron".
Il film fu ridoppiato nel 2003 dal cast italiano di Dragon Ball Z per la trasmissione in due episodi (intitolati "Un nemico del passato" e "Un aiuto insperato") su Italia 1 nella serie Dragon Ball: La saga. Il ridoppiaggio fu effettuato dalla Merak Film di Milano e curato da Paolo Torrisi, con dialoghi in buona parte trascritti da quelli del primo doppiaggio. Tuttavia ci sono varie differenze in questo adattamento rispetto al precedente. Tra le principali: 
- la terminologia venne cambiata utilizzando quella dell'adattamento italiano della serie TV;
- alcuni dialoghi furono modificati per mitigare insulti e termini inadatti a un pubblico infantile (anche la Zona Morta viene chiamata semplicemente "buco nero");
- vennero aggiunti "pensieri" di pura fantasia in scene dove i personaggi non parlano;
- fu eliminata la canzone "Tenkaichi Gohan" (天下一ゴハン?) (di Sakiko Iwamuro e Takeshi Ike) che il bambino canta mentre è ubriaco, mantenendone solo la base strumentale;

Il ridoppiaggio è stato poi utilizzato per le successive trasmissioni TV e per l'uscita in DVD

### Edizioni home video
L'edizione VHS del film fu prodotta da Dynamic Italia e distribuita da Terminal Video Italia nel 1997. La VHS conteneva il film con il primo doppiaggio.
L'edizione DVD fu prodotta da Dynit, nuova incarnazione della Dynamic Italia. Il 2 settembre 2006 fu distribuita in edicola da De Agostini, mentre la distribuzione sul mercato avvenne il 6 giugno 2007 a opera della Terminal Video Italia. Mentre il master video è un semplice riversamento dalla precedente VHS, l'audio è disponibile in italiano in Dolby Digital 5.1 e in giapponese in 2.0. Poiché la versione italiana del film fu concessa da RTI, il DVD contiene esclusivamente il ridoppiaggio. Sono inclusi inoltre i sottotitoli in italiano (trascritti dal doppiaggio) e, come extra, landscapes e schede sui personaggi. Una nuova edizione DVD rimasterizzata, prodotta stavolta da Yamato Video, è stata allegata a La Gazzetta dello Sport e Corriere della Sera il 12 aprile 2017; audio e sottotitoli sono gli stessi dell'edizione precedente.

## Accoglienza
Il film fruttò in patria un guadagno netto di 800 milioni di yen, venendo visto da 2,2 milioni di spettatori.

## Altri media
Il 24 settembre 1994 Shūeisha pubblicò un anime comic con le foto del mediometraggio, che fu importato in Italia da Star Comics nel giugno 1999.